# Tifrach
Tifrach (hebr.: תפרח) – moszaw położony w samorządzie regionu Merchawim, w Dystrykcie Południowym, w Izraelu.
Leży na pograniczu północno-zachodniej części pustyni Negew.

## Historia
Moszaw został założony w 1949 przez imigrantów z Węgier i Afryki Północnej.

## Gospodarka
Gospodarka moszawu opiera się na intensywnym rolnictwie.

## Komunikacja
Przy moszawie przebiega droga ekspresowa nr 25  (Nachal Oz-Beer Szewa-Arawa).